# As-salamu alaykum

As-salamu alaykum (arabiska: السَّلَامُ عَلَيْكُمْ) är en hälsningsfras som används i arabiskspråkiga länder och betyder ungefär "Frid vare med dig". Den förknippas med islam men används allmänt, bland alla grupper. Svaret är Wa alaykum as-salam (وَعَلَيْكُمُ السَّلَامْ), ibland förkortat till Wa alaykum salam.
Ett mer vardagligt Hej utan religiös koppling är Ahlan (أَهْلًا).

## Etymologi
Beträffande ordet salām skriver Muhammad Asads i en kommentar till Koranen att ordet kan översättas med ordet "räddning", men att det är svårt att finna ekvivalenta uttryck på andra språk. Det betecknar olika aspekter av sinnesro, hälsa och säkerhet mot fara och ont, samt uppnående av det som med en kristen term kallas "frälsning". Det finns dock en skillnad i betoning då islam inte delar den kristna frälsningslärans uppfattning om arvsynden. Enligt Asad ligger begreppsinnehållet i ordet salām snarare närmare tyskans Heil ("hälsa", "lycka") eller det franska salut ("hälsning", "frälsning"), som båda uttrycker nyanser av inre ro och uppfyllelse utan att inbegripa den specifikt kristna innebörden av frälsning.